# Whitwood Monocars
Whitwood Monocars Ltd. war ein britischer Hersteller von Automobilen.

## Unternehmensgeschichte
Das Unternehmen aus Portsmouth begann 1934 mit der Produktion von Automobilen. Der Markenname lautete Whitwood. Konstrukteur war N. F. Wood, einer der Direktoren des Motorradherstellers Osborn Engineering Company. In deren Zweigwerk in Portsmouth fand auch die Produktion statt. 1936 endete die Produktion. Insgesamt entstanden sechs Exemplare.

## Fahrzeuge
Das einzige Modell war das Monocar. Es war ein Einspurwagen mit zwei Stützrädern. Das Fahrzeug bot zwei Personen hintereinander Platz. Zunächst war der Motor unter dem vorderen Sitz montiert. Ab 1935 befand sich der Motor im Heck. Gleichzeitig wurde die Lenkung verändert. Zur Wahl standen drei Ausführungen, die sich durch die Motoren unterschieden. Der Devon hatte einen Einzylindermotor mit OHV-Ventilsteuerung und 250 cm³ Hubraum, der York einen Einzylindermotor mit seitlichen Ventilen und 500 cm³ Hubraum und der Rutland einen V2-Motor mit seitlichen Ventilen und 1000 cm³ Hubraum.